# Tomophyllum congregatifolium
Tomophyllum congregatifolium är en stensöteväxtart som först beskrevs av Cornelis Rugier Willem Karel van Alderwerelt van Rosenburgh, och fick sitt nu gällande namn av Barbara S. Parris. Tomophyllum congregatifolium ingår i släktet Tomophyllum och familjen Polypodiaceae. Inga underarter finns listade.